# Predominio lingüístico
Predominio lingüístico es un término legal usado en la Comunidad Valenciana (España) para evidenciar la existencia en el territorio de esa comunidad autónoma de un área en la que el valenciano es la lengua tradicional histórica de su población y de otra área en la que lo es el castellano. De esta forma, se establecen en función de esa existencia dos áreas de predominio lingüístico distintas con un tratamiento legal diferenciado en lo que se refiere a la regulación del uso oficial del valenciano.
Aunque el término concreto predominio lingüístico solo se usa en el derecho público de la Comunidad Valenciana, las legislaciones lingüísticas de Aragón y la Comunidad Foral de Navarra pivotan sobre un concepto similar denominado zonificación lingüística que es utilizado como instrumento de garantía de la diversidad sociolingüística de estas dos comunidades autónomas que comparten con la Comunidad Valenciana la característica de poseer en su patrimonio lingüístico otros idiomas distintos al castellano (euskera en el caso de Navarra, aragonés y catalán en el de Aragón), pero que histórica y tradicionalmente solo se han hablado en un parte de su territorio y no en la totalidad. Por lo que sus respectivas legislaciones aragonesa y navarra establecen un tratamiento legal diferenciado para las zonas en las que tradicionalmente esas lenguas han sido predominantes y para las que lo ha sido el castellano.

## Comunidad Valenciana
El Estatuto de Autonomía de la Comunidad Valenciana de 1982 dispuso en su artículo 7 que mediante una ley se delimitarían los territorios en los que predominasen el valenciano y el castellano, apartado este que sería trasladado sin cambios al nuevo artículo 6 del Estatuto de Autonomía de la Comunidad Valenciana de 2006. En cumplimiento de esta previsión del estatuto, en 1983 sería aprobada la Ley de uso y enseñanza del valenciano que en su título V incluiría a partir de un listado de municipios la determinación concreta de la zona de predominio lingüístico valenciano y la zona de predominio lingüístico castellano. El término es un concepto político-jurídico, mediante el cual, en aras de la normalización lingüística, las administraciones local y autonómica pueden hacer predominar en sus comunicaciones oficiales el valenciano en cualquier ámbito. El hecho de que un municipio sea clasificado de "predominio lingüístico valenciano", no implica necesariamente que el uso de dicha lengua sea mayoritaria en el municipio, sino que se han atendido a criterios históricos o sociolingüísticos para determinar en qué zona la Generalidad o los ayuntamientos pueden llevar a cabo determinadas acciones políticas con el objetivo de recuperar o fortalecer la situación del valenciano.
Así, en los municipios considerados de predominio lingüístico valenciano es obligatoria la enseñanza en dicha lengua durante la enseñanza primaria, secundaria y el bachillerato, quedando como asignatura voluntaria u obligatoria, a decisión del centro docente, en los demás municipios. No obstante, la oficialidad de ambas lenguas y el derecho del ciudadano de recibir la comunicación oficial en cualesquiera de ellas son aplicables en todo el territorio de la Comunidad Valenciana.

### Delimitación de las zonas de predominio lingüístico
Al existir zonas tradicionalmente de habla castellana, existen municipios y comarcas de predominio lingüístico valenciano y municipios y comarcas de predominio lingüístico castellano. El preámbulo de la ley establece que para la delimitación de las dos zonas se han utilizado los mapas y relaciones determinados por el Instituto de Filología Valenciana de la Universidad de Valencia y de la Universidad de Alicante.

Distribución de los municipios de predomino lingüístico oficial valenciano y castellano:
Valenciano
Castellano

De acuerdo con estas relaciones se consideró que en la Comunidad Valenciana la zona de predominio lingüístico castellano abarca a municipios que, o bien, fueron repoblados tras la Reconquista por aragoneses (comarcas churras), o bien por castellanos en el siglo XVII tras la expulsión de los moriscos y la Peste Negra (como la Hoya de Buñol y la Vega Baja del Segura) o, en tercer lugar, son municipios que formaban parte de Castilla hasta los reajustes realizados tras la división provincial de 1833 por los que la comarca de Requena-Utiel (en 1851), y los municipios de Villena y Sax (en 1836) fueron segregados de las provincias de Cuenca y Albacete y asignados a las de Valencia y Alicante.
El preámbulo de la ley no precisa las referencias concretas a los mapas y relaciones aludidos, ni los criterios utilizados por las universidades para su elaboración. No obstante, la delimitación de la zona valencianohablante coincide exactamente con la enumeración de localidades y pedanías realizada por el académico Manuel Sanchis Guarner y que publicó en La llengua dels valencians en 1960.
De acuerdo con esta delimitación hecha por la ley, alrededor del 75 % de los municipios de la comunidad son de predominio valenciano, mientras que el 25 % restante corresponde al predominio castellano, en la que residen el 87 % y el 13 % de la población, respectivamente, perteneciendo a esta última zona los siguientes municipios:
Provincia de Alicante
Albatera, Algorfa, Almoradí, Aspe, Benferri, Benejúzar, Benijófar, Bigastro, Callosa de Segura, Catral, Cox, Daya Nueva, Daya Vieja, Dolores, Elda, Formentera del Segura, Granja de Rocamora, Jacarilla, Monforte del Cid, Los Montesinos, Orihuela, Pilar de la Horadada, Rafal, Redován, Rojales, Salinas, San Isidro, San Fulgencio, San Miguel de Salinas, Sax, Torrevieja, Villena
Provincia de Castellón
Algimia de Almonacid, Almedíjar, Altura, Arañuel, Argelita, Ayódar, Azuébar, Barracas, Bejís, Benafer, Castellnovo, Castillo de Villamalefa, Caudiel, Cirat, Cortes de Arenoso, Chóvar, Espadilla, Fanzara, Fuente la Reina, Fuentes de Ayódar, Gaibiel, Geldo, Higueras, Jérica, Ludiente, Matet, Montán, Montanejos, Navajas, Olocáu del Rey, Pavías, Pina de Montalgrao, Puebla de Arenoso, Sacañet, Segorbe, Soneja, Sot de Ferrer, Teresa, Toga, Torás, El Toro, Torralba del Pinar, Torrechiva, Vall de Almonacid, Vallat, Villahermosa del Río, Villamalur, Villanueva de Viver, Viver, Zucaina
Provincia de Valencia
Ademuz, Alborache, Alcublas, Alpuente, Andilla, Anna, Aras de los Olmos, Ayora, Benagéber, Bicorp, Bolbaite, Bugarra, Buñol, Calles, Camporrobles, Casas Altas, Casas Bajas, Castielfabib, Caudete de las Fuentes, Cofrentes, Cortes de Pallás, Chelva, Chella, Chera, Cheste, Chiva, Chulilla, Domeño, Dos Aguas, Enguera, Fuenterrobles, Gátova, Gestalgar, Godelleta, Higueruelas, Jalance, Jarafuel, Loriguilla, Losa del Obispo, Macastre, Marines, Millares, Navarrés, Pedralba, Puebla de San Miguel, Quesa, Requena, Siete Aguas, Sinarcas, Sot de Chera, Teresa de Cofrentes, Titaguas, Torrebaja, Tous, Tuéjar, Utiel, Vallanca, Venta del Moro, Villar del Arzobispo, Villargordo del Cabriel, Yátova, La Yesa, Zarra

### Conocimiento de las lenguas
De acuerdo a los datos de la Encuesta de conocimiento y uso social del valenciano de 2010 llevada a cabo por la Generalidad Valenciana en el conjunto de la Comunidad Valenciana, el 68,8 % de la población afirma entenderlo ('perfectamente' o 'bastante bien'), el 48,5 % ser capaz de hablarlo, y el 26,4 % saber escribirlo, según el mismo sondeo, con una intensa diversidad entre las dos zonas de predominio lingüístico y las distintas regiones del territorio de la comunidad autónoma. 
|                        | Entiende | Sabe hablar | Sabe leer | Sabe escribir |
| ---------------------- | -------- | ----------- | --------- | ------------- |
| Zona pred. valenciano  | 74,4 %   | 54,3 %      | 50,0 %    | 29,5 %        |
| Zona pred. castellano  | 32,0 %   | 10,0 %      | 14,6 %    | 5,8 %         |
| Total Cdad. Valenciana | 68,8 %   | 48,5 %      | 45,3 %    | 26,4 %        |

En cuanto al uso del valenciano, según los datos del mismo estudio, aproximadamente un tercio de la población residente en la zona de predominio lingüístico valenciano utiliza la lengua valenciana siempre o más que la castellana en el hogar. Dándose los porcentajes mayores (próximos al 60 %) en la región de Alcoy-Gandía y el resto de comarcas valencianohablantes de la provincia de Valencia, en tanto que la región de Alicante y el Área Metropolitana de Valencia presentan datos de uso del valenciano en el hogar inferiores al 20 %.

## Aragón
En Aragón junto con el castellano, hablado en todo el territorio, las lenguas aragonesa y catalana han sido tradicionalmente habladas en partes del territorio de la comunidad autónoma. Ya el primer Estatuto de Autonomía de Aragón, en 1982, dispuso en su artículo 7 que mediante ley autonómica se regularía la enseñanza de las diferentes lenguas propias de Aragón en sus zonas de utilización predominante. En cumplimiento de esa previsión estatutaria el Gobierno de Aragón impulsaría en 2001 un Anteproyecto de Ley de Lenguas de Aragón que incluía una zonificación lingüística trizonal como instrumento de garantía del pluralismo lingüístico de Aragón, realizada a partir de unos listados nominales de municipios catalanoparlantes y aragonésparlantes (siendo que dichos listados han sido hasta la fecha la única tentativa oficial de determinación concreta de qué municipios corresponden a una u otra zona de utilización predominante de las lenguas propias de Aragón). Sometido a información pública, el anteproyecto no llegaría siquiera a convertirse en proyecto de ley y su zonificación lingüística trizonal no llegó a oficializarse.
Con la aprobación del nuevo Estatuto de Autonomía de Aragón de 2007 el precepto relativo al establecimiento de una zonificación lingüística sería notoriamente ampliado al prever la nueva norma estatutaria en su artículo 7 que una ley autonómica regularía, no solo a efectos de enseñanza, sino también en relación con un régimen jurídico general del uso de las lenguas propias de Aragón, una delimitación de zonas de utilización predominante de cada lengua. En desarrollo de este precepto sería aprobada una primera ley en 2009, y una segunda, derogatoria de aquella, en 2013.

### Ley de Lenguas de 2009
Fue la Ley 10/2009 de Lenguas de Aragón, aprobada con los votos del PSOE y la CHA, la primera norma de rango legal que abordó el reconocimiento de la realidad plurilingüe de la comunidad autónoma y consagró el criterio de zonificación lingüística como instrumento para garantizar el respeto de la diversidad lingüística de Aragón. Dicha ley, aunque se abstuvo de establecer la cooficialidad de aragonés y catalán (algo que en 2001 a raíz del Anteproyecto de Ley de Lenguas de Aragón el Consejo Jurídico aragonés descartó concluyendo que sólo un estatuto de autonomía puede establecer la cooficialidad de las lenguas distintas al castellano), sí reconoció a estos idiomas el carácter de lenguas propias originales e históricas de Aragón y constató la existencia en Aragón de 4 zonas lingüísticas diferentes:
1. Una zona de utilización histórica predominante del aragonés al norte de la provincia de Huesca.
2. Una zona de utilización histórica predominante del catalán al este de las provincias de Huesca, Zaragoza y Teruel, la (Franja de Aragón).
3. Una zona de utilización mixta del aragonés y el catalán al noreste de la provincia de Huesca.
4. Una zona de utilización exclusiva del castellano que abarcaba el resto del territorio de Aragón.

Para los habitantes de las 3 primeras zonas lingüísticas la ley reconoció, en relación con los hablantes de las lenguas tradicionales de esas zonas, una serie de derechos en lo que a la enseñanza, relaciones con la administración municipal, apoyo a su presencia en los medios de comunicación, facultad de utilizarlas para dirigirse a las instituciones aragonesas, etc. La ley remitió a su desarrollo reglamentario la determinación concreta de los municipios integrantes de cada una de las zonas lingüísticas establecidas, sin que durante el lapso temporal en el que la ley estuvo vigente llegara a producirse dicha determinación.

### Ley de Lenguas de 2013

Zonificación lingüística de Aragón según el Anteproyecto de Ley de Lenguas de 2001

La ley de 2009, junto con su demarcación lingüística cuatrizonal, fue derogada por la aprobación por las Cortes de Aragón el 9 de mayo de 2013 de la nueva ley de lenguas con los votos del PP y el PAR. La nueva ley, fruto del cambio de gobierno en Aragón motivado por los resultados de las Elecciones a Cortes de Aragón de 2011, mantiene la práctica totalidad de los derechos lingüísticos reconocidos en la ley de 2009 (enseñanza, antroponimia, instrumentos notariales, fomento, posibilidad de uso en las sesiones de los órganos administrativos, etc.) a excepción de la sustitución de la obligatoriedad por la mera "facultad" de las Cortes de Aragón y del Justicia de Aragón de responder en las lenguas propias a los ciudadanos que se dirijan a esas instituciones en esas lenguas, introduciendo como cambio más destacado la supresión de la denominación de aragonés y catalán para referirse a las lenguas propias e históricas de Aragón, reconociendo pese a todo la existencia de tales lenguas en Aragón, pero bajo los circunloquios lengua aragonesa propia de las áreas pirenaica y prepirenaica y lengua aragonesa propia del área oriental.
La nueva ley además incide especialmente en el carácter no unitario de esas dos lenguas, aludiendo constantemente a que están formadas por distintas "modalidades lingüísticas", lo que lleva también a la supresión del apartado institucional normativizador que había previsto la ley de 2009 (la Academia de la Lengua Aragonesa, la Academia Aragonesa de la Lengua Catalana y el Consejo Superior de Lenguas de Aragón) y su sustitución por una única Academia Aragonesa de la Lengua) a la que la ley faculta para establecer normas lingüísticas para cada modalidad lingüística. 
Asimismo, la ley de 2013 suprime la zonificación lingüística en 4 áreas que disponía la ley de 2009 y la sustituye por una nueva regulación que no zonifica propiamente el territorio adscribiendo la totalidad de Aragón a una u otra área lingüística, sino que se limita a reconocer la existencia de 2 zonas lingüísticas enclavadas en el territorio de la comunidad autónoma:
- Una zona de utilización histórica predominante de la lengua aragonesa propia de las áreas pirenaica y prepirenaica con sus modalidades lingüísticas (que se entiende referida a la antigua zona de predominio del aragonés).
- Una zona de utilización histórica predominante de la lengua aragonesa propia del área oriental con sus modalidades lingüísticas (identificada con la antigua zona de predominio del catalán).

Al igual que la ley de 2009, la nueva ley remite al desarrollo reglamentario del Gobierno de Aragón la determinación concreta de los municipios adscritos a cada una de las dos zonas lingüísticas específicas.
A la espera de que se realice tal determinación, en el caso de la zona de utilización histórica predominante del aragonés, se suele tomar como referencia lo establecido en el anteproyecto de la ley de lenguas de Aragón de 2001 que reconocía como municipios que pueden ser declarados zonas de utilización predominante de su respectiva lengua o modalidad lingüística propia o zonas de utilización predominante del aragonés normalizado a los siguientes municipios:
- Provincia de Huesca: Abiego, Abizanda, Adahuesca, Agüero, Aínsa-Sobrarbe, Aísa, Albero Alto, Albero Bajo, Alberuela de Tubo, Alcalá del Obispo, Alerre, Almudévar de Cinca, Almunia de San Juan, Alquézar, Angüés, Ansó, Antillón, Aragüés del Puerto, Ardisa, Argavieso, Arguis, Ayerbe, Azara, Azlor, Bagüés, Bailo, Banastás, Barbastro, Barbués, Barbuñales, Bárcabo, Benasque, Berbegal, Biel-Fuencalderas, Bierge, Biescas, Bisaurri, Biscarrués, Blecua y Torres, Boltaña, Borau, Broto, Caldearenas, Campo, Canal de Berdún, Canfranc, Capella, Casbas de Huesca, Castejón de Sos, Castejón del Puente, Castiello de Jaca, Castillazuelo, Colungo, Chía, Chimillas, Estada, Estadilla, Fago, Fanlo, Fiscal, Fonz, Foradada de Toscar, El Frago, La Fueva, Gistaín, El Grado, Graus, Hoz de Jaca, Hoz y Costeán, Huerto, Huesca, Ibieca, Igriés, Ilche, Jaca, Jasa, La Sotonera, Labuerda, Longás, Laluenga, Perdiguera, Lascellas-Ponzano, Laspuña, Loarre, Loporzano, Loscorrales, Lupiñén-Ortilla, Mianos, Monflorite-Lascasas, Monzón, Murillo de Gállego, Naval, Novales, Nueno, Olvena, Palo, Panticosa, Peñas de Riglos, Peraltilla, Perarrúa, Pertusa, Piracés, Plan, Pozán de Vero, La Puebla de Castro, Puente la Reina de Jaca, Puértolas, El Pueyo de Araguás, Quicena, Robres, Sabiñánigo, Sahún, Salas Altas, Salas Bajas, Salillas, Sallent de Gállego, San Juan de Plan, Sangarrén, Santa Cilia, Santa Cruz de la Serós, Santa Eulalia de Gállego, Santa Liestra y San Quílez, Santa María de Dulcis, Secastilla, Seira, Senés de Alcubierre, Sesa, Sesué, Siétamo, Tardienta, Tella-Sin, Tierz, Torla-Ordesa, Torralba de Aragón, Torres de Alcanadre, Torres de Barbués, Valle de Bardají, Valle de Hecho, Valle de Lierp, Vicién, Villanova, Villanúa, Yebra de Basa y Yésero.

En el caso de la zona de utilización histórica del catalán el mismo texto del anteproyecto de 2001 incluyó un listado de municipios catalanoparlantes de Aragón:
- Provincia de Huesca: Albelda, Alcampell, Altorricón, Arén, Azanuy-Alins, Baells, Baldellou, Benabarre, Bonansa, Camporrells, Castigaleu, Castillonroy, Estopiñán del Castillo, Fraga, Isábena, Lascuarre, Laspaúles, Monesma y Cajigar, Montanuy, Peralta de Calasanz, Puente de Montañana, San Esteban de Litera, Sopeira, Tamarite de Litera, Tolva, Torre la Ribera, Torrente de Cinca, Velilla de Cinca, Vencillón, Veracruz, Viacamp y Litera, y Zaidín.

- Provincia de Teruel: Aguaviva, Arens de Lledó, Beceite, Belmonte de San José, Calaceite, La Cañada de Verich, Cerollera, La Codoñera, Cretas, Fórnoles, La Fresneda, Fuentespalda, La Ginebrosa, Lledó, Mazaleón, Monroyo, Peñarroya de Tastavins, La Portellada, Ráfales, Torre de Arcas, Torre del Compte, Torrevelilla, Valderrobres, Valdetormo, y Valjunquera.

- Provincia de Zaragoza: Fabara, Fayón, Maella, Mequinenza y Nonaspe.

## Navarra
En Navarra, el Amejoramiento del Fuero reconoció en su artículo 9 al castellano el carácter de lengua oficial de Navarra, otorgando también dicho carácter al euskera «en las zonas vascoparlantes de Navarra» (art. 9.2). Con ello se reconocía la existencia al norte de la Comunidad Foral de un área en la que la lengua tradicional es el euskera y de otra en la que lo es el castellano. 
El Amejoramiento remitió a una ley foral la delimitación concreta de esas zonas vascoparlantes de Navarra. En 1986 se aprobó la Ley Foral del Vascuence que, del mismo modo que en Aragón, usaba el concepto de zonificación lingüística para el reconocimiento de la diversidad idiomática del territorio navarro. La ley foral reconoce la existencia de dos áreas de predominio lingüístico diferentes en la Comunidad Foral (vasca y castellana), pero regulando tres zonas lingüísticas a partir de ellas.
De esta manera, se establece una zona de predominio lingüístico vasco llamada zona vascófona en la cual el euskera es lengua oficial junto con el castellano, y dos zonas de predominio lingüístico castellano denominadas zona no vascófona y zona mixta, en las que la única lengua oficial es el castellano.
La justificación de la división del área de predominio lingüístico castellano en dos zonas lingüísticas distintas estribó en el hecho de apreciarse en ella una diferencia entre una subárea en la que el euskera nunca había sido lengua tradicional, o lo había sido hacía muchos siglos (zona no vascófona) y otra subárea (zona mixta) en la que, a pesar de no ser el euskera en la actualidad lengua predominante, sí que lo había sido hasta un pasado reciente y además existía una minoría relevante de hablantes de esa lengua en el momento de aprobarse la ley. Se estimó apropiado reconocer para esta última zona (en la que se incluiría a Pamplona como capital y sede de las instituciones de Navarra) un régimen especial dentro del predominio lingüístico castellano, que reconocía algunos derechos a los hablantes del euskera de esta zona. 

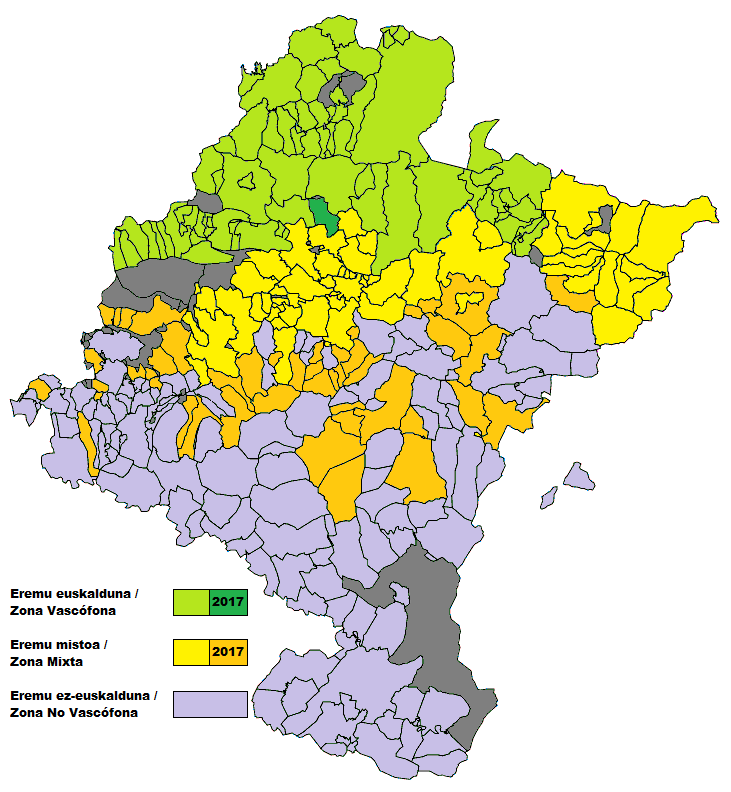
Distribución municipal de las zonas vascófona, mixta y no vascófona en la Comunidad Foral de Navarra tras la reforma de 2017.

La zona vascófona incluye el tercio septentrional de Navarra salvo los valles más orientales, y en ella habita el 9 % de la población de Navarra. Los municipios integrados en esta zona son:
Abaurrea Alta, Abaurrea Baja, Alsasua, Anue, Araiz, Aranaz, Arano, Araquil, Arbizu, Areso, Aria, Arive, Arruazu, Bacáicoa, Basaburúa Mayor, Baztán, Beinza-Labayen, Bertizarana, Betelu, Burguete, Ciordia, Donamaría, Echalar, Echarri Aranaz, Elgorriaga, Erasun, Ergoyena, Erro, Esteríbar, Ezcurra, Garayoa, Garralda, Goizueta, Huarte-Araquil, Imoz, Irañeta, Irurzun, Ituren, Iturmendi, Lacunza, Lanz, Larráun, Lecumberri, Leiza, Lesaca, Oiz, Olazagutía, Orbaiceta, Orbara, Roncesvalles, Saldías, Santesteban, Sumbilla, Ulzama, Urdax, Urdiáin, Urroz de Santesteban, Valcarlos, Vera de Bidasoa, Villanueva, Yanci, Zubieta y Zugarramurdi.
La zona mixta está compuesta por parte de Tierra Estella, la mayor parte de la Comarca de Pamplona, y los valles pirenaicos orientales. Supone el 63 % de la población de la Comunidad Foral, integrándose en ella los municipios de:
Abárzuza, Ansoáin, Aoiz, Arce, Atez, Barañáin, Berrioplano, Berriozar, Burgui, Burlada, Ciriza, Cendea de Cizur, Echarri, Echauri, Valle de Egüés, Ezcároz, Esparza de Salazar, Estella, Ezcabarte, Garde, Goñi, Güesa, Guesálaz, Huarte, Isaba, Iza, Izalzu, Jaurrieta, Juslapeña, Lezáun, Lizoáin, Ochagavía, Odieta, Oláibar, Olza, Ollo, Orcoyen, Oronz, Oroz-Betelu, Pamplona, Puente la Reina, Roncal, Salinas de Oro, Sarriés, Urzainqui, Uztárroz, Vidángoz, Vidaurreta, Villava, Yerri, Zabalza y Zizur Mayor.
Una modificación legal introducida en 2010 permitió cambiar ligeramente los límites de las zonas lingüísticas, facultando a los ayuntamientos de cuatro municipios de la comarca de Pamplona no incluidos en la zona mixta incorporarse a ella por mayoría absoluta de sus respectivos plenos municipales. Aranguren, Belascoáin y Galar optaron por incorporarse a la zona mixta, en tanto que Noáin escogió permanecer en la zona no vascófona.
Una modificación a la ley, aprobada en junio de 2017 con 26 votos sobre 50 permitió que se incorporaran a la zona Mixta 44 localidades de la zona no vascófona, pese a que carecen de continuidad territorial: (Abáigar, Adiós, Aibar, Allín, Améscoa Baja, Ancín, Añorbe, Aranarache, Arellano, Artazu, Bargota, Beriáin, Biurrun-Olcoz, Cabredo, Cirauqui, Dicastillo, Enériz, Eulate, Gallués, Garínoain, Izagaondoa, Larraona, Leoz, Lerga, Lónguida, Mendigorría, Metauten, Mirafuentes, Murieta, Nazar, Obanos, Olite, Oteiza, Pueyo, Sangüesa, Tafalla, Tiebas, Tirapu, Unzué, Ujué, Urraúl Bajo, Urroz Villa, Villatuerta, y Zúñiga) y que una, Atez, pasara de la zona mixta a la zona vascófona.
Por su parte, la zona no vascófona está compuesta por el resto de municipios de Navarra, situados más al sur y al este. La población de esta zona supone el 27,8 % del total de Navarra, y ocupa el 42,8 % del territorio de la Comunidad Foral, incluyendo la Ribera Navarra, así como parte de las merindades de Olite, Estella y Sangüesa.